# Julius Derschatta von Standhalt
Julius Derschatta von Standhalt, též Julius von Derschatta (12. září 1852 Zadar – 3. února 1924 Vídeň) byl rakousko-uherský, respektive předlitavský politik, v letech 1906–1908 ministr železnic Předlitavska.

## Biografie
Působil jako advokát ve Štýrském Hradci. Za vlády Eduarda Taaffeho patřil mezi vrcholné politiky německé nacionálně liberální orientace. Byl spoluzakladatelem německého školského spolku Südmark působícího na posilování německého živlu ve Štýrsku. Od roku 1884 zasedal jako městský radní ve Štýrském Hradci.
Ve volbách do Říšské rady roku 1885 získal mandát v Říšské radě (celostátní zákonodárný sbor), kde reprezentoval městskou kurii, obvod Štýrský Hradec (předměstí).
Po volbách roku 1885 patřil do klubu Sjednocené levice, do kterého se spojilo několik ústavověrných proudů. Později byl členem národovecké frakce Deutscher Club, později od roku 1887 klubu Deutschnationale Vereinigung (Německé národní sjednocení). I v roce 1890 se uvádí jako poslanec za klub Deutschnationale Vereinigung. Profiloval se jako obhájce německých pozic v Předlitavsku a odmítal jazyková nařízení ministra Aloise Pražáka. Podle jednoho zdroje v roce 1888 složil mandát v Říšské radě, aby se naplno mohl věnovat politické práci ve Štýrsku. V databázi poslanců Říšské rady ovšem o předčasném ukončení mandátu není zmínka.
Do vídeňského parlamentu se vrátil krátce po volbách do Říšské rady roku 1897, v nichž byl zvolen opět za městskou kurii v obvodu Štýrský Hradec (předměstí). Rezignaci na poslanecký mandát ale oznámil již na schůzi 8. ledna 1892. Opětovně se poslancem celostátního parlamentu stal za stejný volební obvod ve volbách do Říšské rady roku 1901, nyní jako předák Německé lidové strany (Deutsche Volkspartei). Společně s Křesťansko-sociální stranou a německými klerikály tvrdě vystupoval proti slovinským požadavkům a byl opozicí proti vládě Ernesta von Koerbera. V roce 1903 oponoval českým obstrukcím v Říšské radě. V roce 1905 dočasně vedl parlamentní výbor pro přezkum vztahů s Uherskem. V Říšské radě získal mandát i ve volbách roku 1907. Rezignoval 8. března 1909. V parlamentu ho pak nahradil Heinrich Wastian.
Vrchol jeho politické kariéry nastal počátkem 20. století, kdy se za vlády Maxe Becka stal ministrem železnic Předlitavska. Funkci zastával v období 2. června 1906 – 15. listopadu 1908. Podílel se na procesu zestátnění některých klíčových železničních tratí, zejména Severní dráhy císaře Ferdinanda.
Po odchodu z vlády zastával do roku 1918 post prezidenta plavební společnosti Österreichischer Lloyd. Pak zasedal ve správních orgánech několika průmyslových firem.